# ساب 92

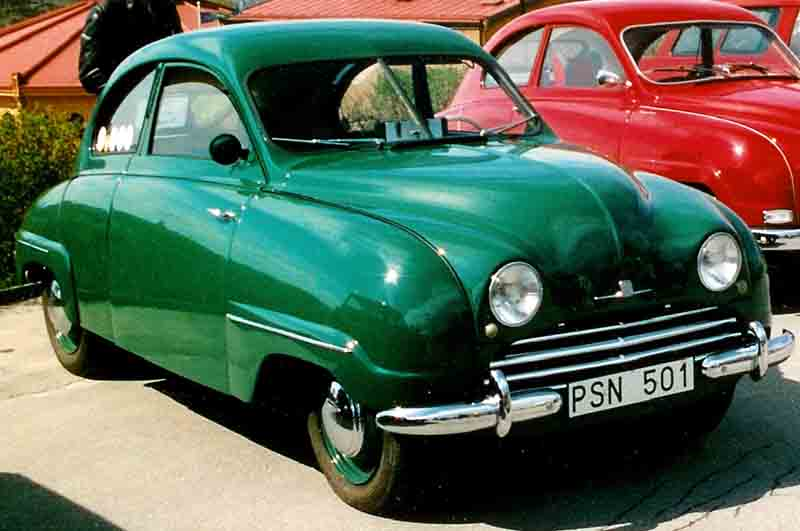
ساب دي لوكس 1951

كانت ساب 92 أول سيارة إنتاج من ساب للسيارات. كان تصميمها ديناميكيًا للغاية بالنسبة لوقته، حيث كان معامل السحب (cx أو cw) 0.30. تم صنع الجسد بالكامل من صفيحة معدنية واحدة يتم قصها لتلائم الأبواب والنوافذ. بدأ الإنتاج على نطاق واسع في 12 ديسمبر 1949 بناءً على النموذج الأولي Ursaab وكانوا كلهم من إصدار ديلوكس. تم الإعلان عن إصدار قياسي (ستاندرد)، لكن لم يكن أحد مهتمًا بشرائه، لذلك لم يتم إنتاج أي إصدارات قياسية.
كان المحرك عبارة عن محرك مستعرض ثنائي الأسطوانة ومبرد بالماء، ثنائي الأشواط 764 سم مكعب، 25 حصان (19 كيلو واط) بناءً على تصميم DKW، مما يعطي سرعة قصوى تبلغ 105 كم / ساعة (65 ميلاً في الساعة). كان ناقل الحركة يحتوي على ثلاث تروس، الأولى غير متزامنة. من أجل التغلب على مشاكل نقص الزيت أثناء فرملة المحرك للمحرك ثنائي الشوط، تم تركيب جهاز عجلة حرة وكان التعليق بواسطة قضبان الالتواء.
تم طلاء جميع ساب 92 المبكرة بلون أخضر داكن مشابه للأخضر البريطاني للسباق. وفقًا لبعض المصادر، كان لدى ساب فائض من الطلاء الأخضر من إنتاج الطائرات في زمن الحرب؛ «جميع السيارات كانت مطلية باللون الأخضر، وهو اللون الذي أصبح علامة تجارية لسيارات ساب. والسبب الأساسي هو أن القوات المسلحة كانت قد اشترت كميات كبيرة من طلاء السليلوز الأخضر لطلاء التمويه. ومع ذلك، فإن الطلاء لم يناسب التضاريس وتم بيع كامل شحنة الطلاء، واشتراها ساب وهذا هو السبب في أن كلا من الطائرات والسيارات انتهى بها المطاف باللون الأخضر».
بدأ تاريخ ساب بالرالي بعد أسبوعين من إطلاق ساب 92، عندما دخل رولف ميلدي وهو كبير مهندسي ساب في الرالي السويدي واحتل المركز الثاني في فئته.
تم صنع 700 من موديل 1950 فقط. في عام 1951، تم استبدال أدوات VDO الألمانية بمكونات Stewart-Warner الأمريكية.
في عام 1952، فازت غريتا مولاندر بـ "Coupe des Dames" من 0 في 92، تم ضبطها على 35 حصان (26 كيلو واط). في عام 1953، وصل 92B مع نافذة خلفية أكبر بكثير ومساحة أكبر للأمتعة (بغطاء للفتح). كان متوفرًا الآن باللون الرمادي والأزرق الرمادي والأسود والأخضر. في عام 1954، حصلت ساب 92 على كاربوريتر Solex 32BI الجديد وملف اشعال جديد بقوة 28 حصان (21 كيلو واط). تم استبدال المصابيح الأمامية الأمريكية بوحدات هيلا. وأيضا تم تقديم سقف من القماش (شبه كابينة أو عربة كابريو) كخيار. تم تقديم اللون المارون أيضًا هذا العام. في عام 1955، حصلت على مضخة وقود كهربائية ومصابيح خلفية مربعة مثبتة في الرفارف الخلفية. كانت الألوان رمادية، كستنائية ولون جديد وهو أخضر طحالب.
قام طيار اختبار الطيران الإنجليزي بوب مور، الذي ساعد في تطوير الطائرة النفاثة ساب نونان (J29)، بإحضار 1955 ساب 92B إلى إنجلترا عندما عاد، ليصبح فيما بعد أول مدير إداري لشركة ساب المحدودة. كانت أول سيارة ساب تم استيرادها إلى المملكة المتحدة.
تم تقديم ساب 93 في ديسمبر 1955، ولكن تم إنتاج كل من 92B و 93 في نفس الوقت لفترة من الزمن. تم تجميع آخر ساب 92 في أواخر عام 1956 - أوائل عام 1957. توفرت بلونان جديدان، واللون الرمادي والأخضر والبيج. تم تصنيع 20,128 سيارة ساب 92.
تظهر ساب 92 على طابع بريدي سويدي.
عندما قدمت جنرال موتورز في عام 2008 قائمة أفضل عشر سيارات لديها، جاءت ساب 92 في المرتبة الأولى تليها بونتياك جي تي أو (1964)، شيفروليه كورفيت (1953)، EV1 (1996)، أوبل أولمبيا (1936)، لا سال (1927)، شيفروليه بيل إير (1955)، كاديلاك V16 (1930)، كاديلاك موديل 30 (1910) وكاديلاك (1912).
اشترت سبايكر كارز، الشركة الهولندية لصناعة السيارات الخارقة، شركة ساب في عام 2010.

## روابط خارجية
- saabmuseum.com